# José Freire Falcão
José Freire Falcão, brazilski rimskokatoliški duhovnik, škof in kardinal, * 23. oktober 1925, Ereré, † 26. september 2021, Brasilia.

## Življenjepis
19. junija 1949 je prejel duhovniško posvečenje.
24. aprila 1967 je bil imenovan za pomočnika škofa Limoeire do Norte; 17. junija istega leta je prejel škofovsko posvečenje. 19. junija istega leta je nasledil škofovski položaj. 
25. novembra 1971 je bil imenovan za nadškofa Teresine in 15. februarja 1984 za nadškofa Brasílie. 
28. junija 1988 je bil povzdignjen v kardinala in bil imenovan za kardinal-duhovnika S. Luca a Via Prenestina.
Upokojil se je 28. januarja 2004.